# タンクレーディ (シチリア王)
タンクレーディ（Tancredi, 1139年 - 1194年2月20日）は、シチリア王国ノルマン朝の第4代国王（在位：1189年 - 1194年）。初代国王ルッジェーロ2世の長男プッリャ公ルッジェーロ3世の庶子。

## 生涯
第3代国王であった従弟のグリエルモ2世（ギヨーム2世）の治世ではレッチェ伯・シチリア軍司令官として仕え、1174年にエルサレム王アモーリー1世の援軍要請に応じたグリエルモ2世の命令で派遣され、騎士1500人、歩兵3万人の大軍を率いてエジプトのアレクサンドリアを包囲したがアモーリー1世の急死とサラディンのアレクサンドリア救援で失敗した。1185年にもグリエルモ2世の命令で東ローマ帝国へ海軍を率いて遠征へ向かい、コンスタンティノープル沖へ入り込んで帝国を脅かしたが、共同で進軍していたシチリア陸軍が帝国軍に打ち破られ、海軍も退却を余儀なくされこの遠征も失敗に終わった。
1189年にグリエルモ2世が嗣子無くして病死すると、その後継候補として叔母でルッジェーロ2世の娘コスタンツァとその婿神聖ローマ皇帝ハインリヒ6世が挙げられたが、シチリア王国の国民は外国の皇帝に支配されることを嫌い、グリエルモ2世の重臣の副尚書マッテオ・ダジェッロがタンクレーディを推薦、ローマ教皇クレメンス3世も教皇領がハインリヒ6世の領土に挟まれることを嫌い、庶子であったために後継候補から外されていたタンクレーディを後継者として推し、タンクレーディは第4代の国王として即位することとなった。1190年1月18日に戴冠式を開き、即位に功績のあったダジェッロを尚書に昇進させた。
しかし、庶子であるタンクレーディの即位には不満を持つ貴族も少なくなく、内からは彼の即位に反対する貴族の反乱、外からは神聖ローマ皇帝ハインリヒ6世の侵攻を受けるという苦難の治世を送ることになる。1190年にもう1人の王位候補者としてアンドリア伯ルッジェーロが名乗りを上げて反乱を起こし、ハインリヒ6世に援軍を求めたが、タンクレーディはハインリヒ6世の軍を阻み9月にアンドリア伯を捕らえて処刑、即位直後の危機を切り抜けた。
ところが、別の方面から危機が迫ってきた。第3回十字軍に参加していたイングランド王リチャード1世とフランス王フィリップ2世が9月から軍勢を率いてメッシーナに滞在していたが、タンクレーディは先代グリエルモ2世の未亡人でリチャード1世の妹ジョーンの扱いを誤り、彼女を修道院へ入れたばかりか寡婦財産を差し押さえ、グリエルモ2世の遺産も押収したためリチャード1世の怒りを買ったのである。このためリチャード1世にメッシーナを占領され止むを得ず和睦、リチャード1世とジョーンに賠償金2万オンスずつ支払い、娘の1人をリチャード1世の甥アーサーに嫁がせること、引き換えにリチャード1世から軍事援助を受け取ることを約束した。
悪天候のため十字軍は1191年4月までメッシーナに滞在、その間に生じた住民と十字軍の根深い対立は解消されなかったが、タンクレーディは3月にカターニアを訪問したリチャード1世を迎えて抱擁を交わし、アーサー王ゆかりの剣エクスカリバーを贈られ、お返しにガレー船15隻を贈るほどの友好関係を築いた。リチャード1世にフィリップ2世が自分と組んでリチャード1世を討ち取ろうとしたと吹き込んだり、リチャード1世の母アリエノール・ダキテーヌが妃ベレンガリアを連れてシチリアに到着する所を妨害して釈明させられるなど、リチャード1世との関係は必ずしも良好とは言えなかったが、4月にリチャード1世がベレンガリア・ジョーンと共にメッシーナを去ると（アリエノールはイングランドへ帰国）、ハインリヒ6世の脅威がシチリアに迫って来た。
ハインリヒ6世はコスタンツァのシチリア王位継承を狙い4月末に大軍を率いて南下、王国北部の諸侯・都市を降伏させてナポリを包囲した。これに対してタンクレーディは8月まで包囲を耐え抜き神聖ローマ帝国軍を撃退し、サレルノに滞在していたコスタンツァを捕らえ王国の支配を固めた（後に教皇ケレスティヌス3世の調停で釈放）。さらに1193年初め、長子のルッジェーロに東ローマ皇帝イサキオス2世アンゲロスの皇女イレーネー・アンゲリナを迎え、東ローマ帝国と同盟して対抗しようとしたが、同年末にルッジェーロは亡くなった。この年にはダジェッロも死去、リチャード1世も十字軍の帰途でハインリヒ6世に捕らえられ、支持者を次々と失い孤立していく中、翌1194年2月20日にタンクレーディも病死してしまった。
王位は次男のグリエルモ3世が継いで母シビッラが摂政となったが、幼少であったために統率が取れず、再侵攻して来たハインリヒ6世によってパレルモは10月に陥落した。ハインリヒ6世は12月にシチリア王に戴冠した後、シビッラとイレーネー、グリエルモ3世および3人の姉妹、シチリアの重臣たちを捕らえてドイツへ連れ去り、シチリア王国はノルマン朝からホーエンシュタウフェン朝に変わるが、その血統はコスタンツァからフリードリヒ2世に受け継がれる。

## 子女
アチェッラ伯リッカルドの姉妹シビッラと結婚した。
- ルッジェーロ3世（1175年 - 1193年） - シチリア王（父と共治、1193年）
- グリエルモ3世（1185年 - 1198年） - シチリア王（1194年2月 - 12月）
- マリア・アルビナ（1180年頃 - 1231年没） - レッチェ女伯、1200年にゴーティエ3世・ド・ブリエンヌと結婚、1205年にトリカーリコ伯ジャコモ・ディ・サンセヴェリーノと再婚
- コスタンツァ - 1213年にヴェネツィアのドージェであるピエトロ・ツィアニと結婚
- ヴァルドラーダ（1252年頃没） - ヴェネツィアのドージェであるヤコポ・ティエポロと結婚
- メダニア